# Mine Konrad
La mine Konrad (ou puits Konrad) est une ancienne mine de fer située à proximité de la ville de Salzgitter dans le Land de Basse-Saxe en Allemagne, entre Hildesheim et Brunswick.
Son utilisation pour le stockage de déchets radioactifs à faible et moyenne activité est à l'étude depuis 1975.

## Historique
Le minerai de fer y a été extrait depuis 1867. Il existe deux puits : Konrad I descend à 1 232 m, et le puits Konrad II descend à 999 m. L'exploitation du minerai de fer s'est arrêtée en 1976.

## Autorisation pour le stockage de déchets nucléaires
La mine est particulièrement sèche, et comme c'est un des critères pour le stockage de déchets radioactifs, les études envisageant leur stockage y ont commencé dès 1975. À terme il est estimé qu'un train de 20 wagons y arrivera chaque semaine.
Le début du stockage de 303 000 m3 de déchets est prévu en 2027.

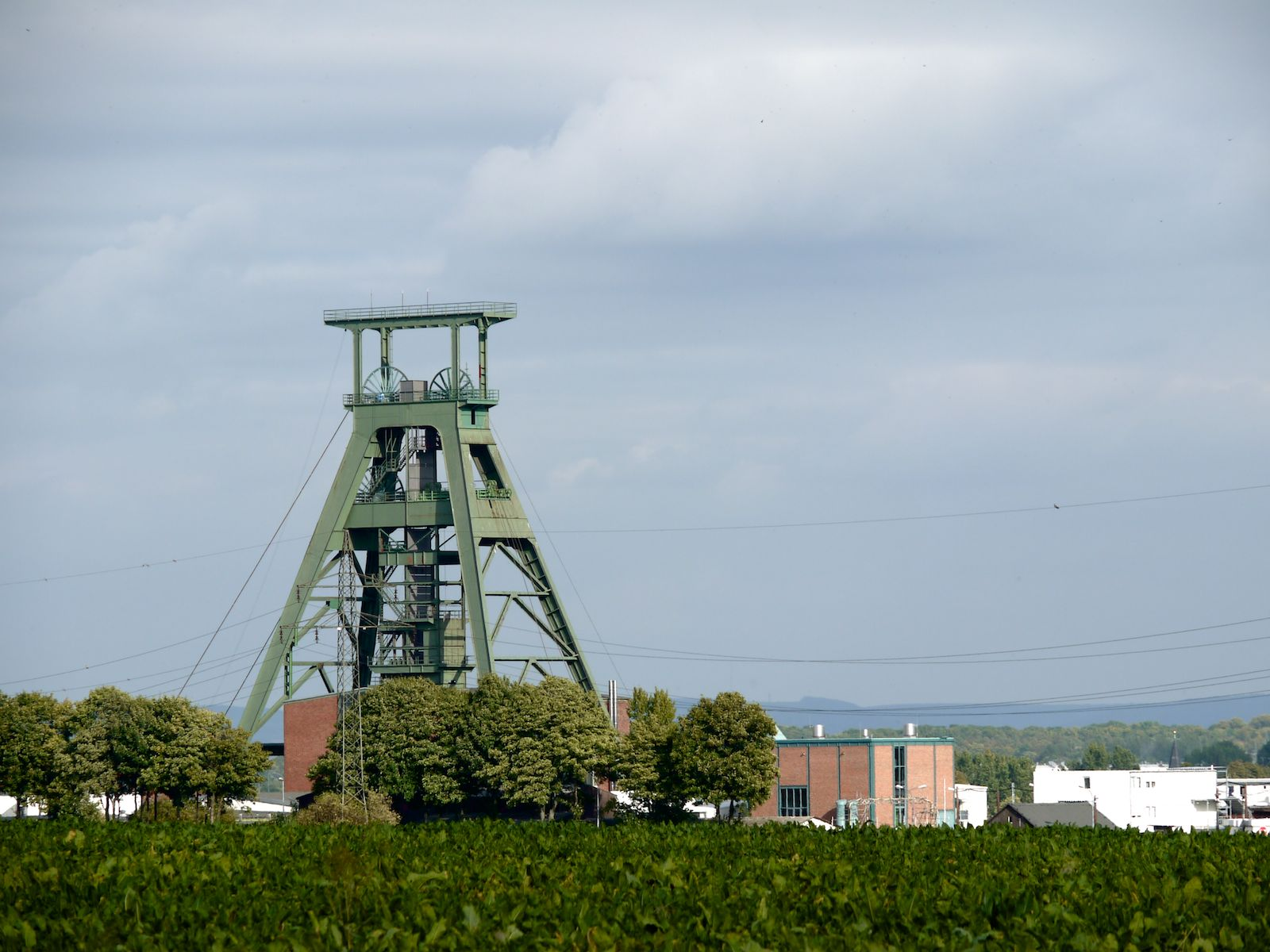
Puis n° 1
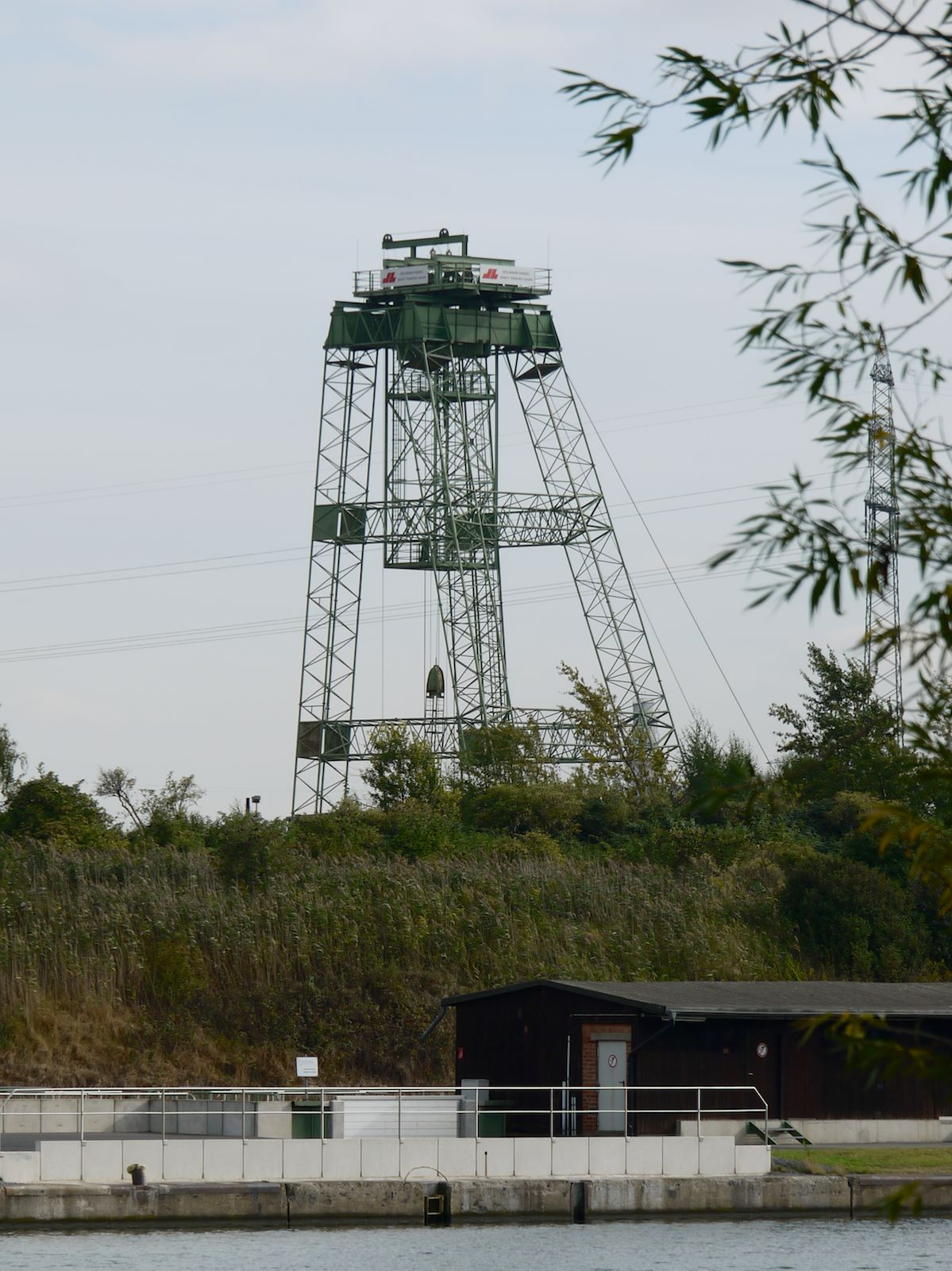
Puits n°2
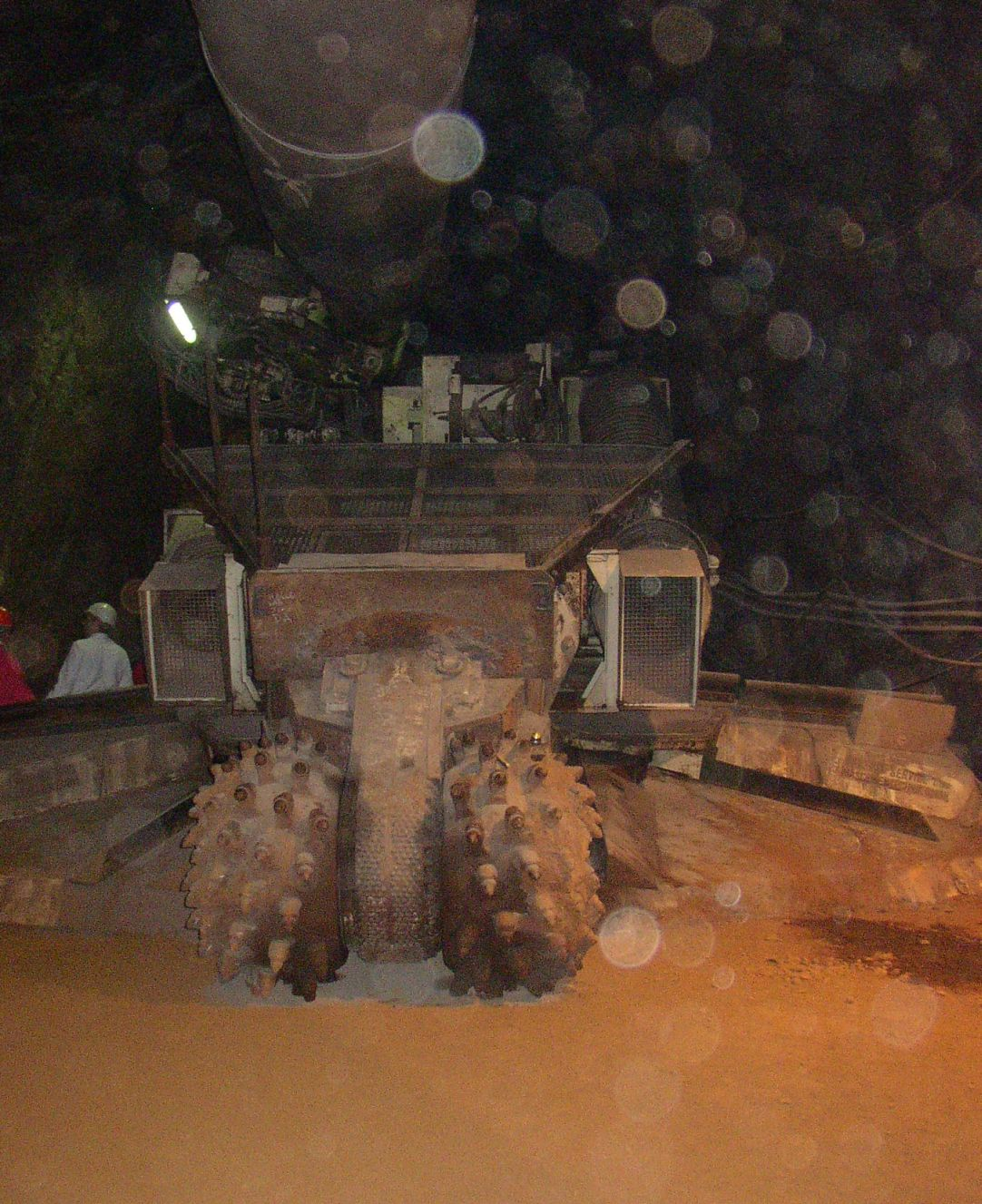
Intérieur de la mine